# アルヘンティーナXV
アルヘンティーナXV（西: Argentina XV、発音: アルヘンティーナ・キンセ）は、アルゼンチンラグビー協会が組織するラグビーアルゼンチン代表のセカンドチームである。旧称はジャガーを意味するハグアレス（Jaguares）。

## 概要
ラグビーアルゼンチン代表のセカンドチームで、2014年まではハグアレスの名称で各大会に参戦していた。2015年以降はアルヘンティーナXVの名称を使用している。従来のハグアレスの名称は、2016年からスーパーラグビーに参戦することになったアルゼンチンチームに引き継がれた。
ラグビーワールドカップやザ・ラグビーチャンピオンシップといった最高レベルの大会にはトップチームのロス・プーマスが出場する一方で、アルヘンティーナXVは次ランクの大会であるチャーチルカップ、ワールドラグビーネイションズカップ、アメリカズ・ラグビー・チャンピオンシップ、南米選手権（South American Rugby Championship）などを転戦している。

## 成績

### 主な獲得タイトル
- ワールドラグビーネイションズカップ
  - 優勝 1回（2006）
- アメリカズ・ラグビー・チャンピオンシップ（Americas Rugby Championship）
  - 優勝 7回（2009, 2010, 2012, 2013, 2014, 2016, 2019）
- 南米選手権（South American Rugby Championship）
  - 優勝 7回（2001, 2002, 2005, 2009, 2011, 2019, 2020）